# Siltie
Siltie è una delle zone amministrative in cui è suddivisa la Regione delle Nazioni, Nazionalità e Popoli del Sud in Etiopia.

## Woreda
La zona è composta da 13 woreda:
1. Alicho Woriro
2. Dalocha
3. Hulbareg
4. Kibet town
5. Lanfero
6. Mierab Azenet Berbere
7. Misirak Silti
8. Misrak Azenet Berbere
9. Mito
10. Sankura
11. Silti
12. Tora town
13. Worabe town